# Бурлаков, Альберт Андреевич
Альберт Андреевич Бурлаков — советский хозяйственный и государственный деятель, лауреат Государственной премии СССР за выдающиеся достижения в труде.

## Биография
Родился в 1936 году. Член КПСС.
В 1954—1958 годах — участник освоения целины в Казахской ССР.
В 1958—1991 годах — крепильщик, посадчик, горнорабочий очистного забоя, бригадир комплексной бригады, заместитель начальника участка, начальник добычного участка № 10 на шахте № 40 («Воркутинская») комбината «Воркутауголь» Министерства угольной промышленности СССР.
Внедрил по Четвёртому пласту сверхдлинную лаву, в 1981 году установил с бригадой рекорд бассейна, добыв на Четвёртом пласту 1586 тонн в сутки.
За большой личный вклад в дело увеличения добычи и переработки угля был в составе коллектива удостоен Государственной премии СССР за выдающиеся достижения в труде 1982 года.
Жил в Воркуте.

## Награды
- Орден Октябрьской Революции
- Орден Трудового Красного Знамени